# 埃维昂协议
埃维昂协议是1962年3月18日在法国埃維昂萊班签署的一系列和平条约，該條約由法蘭西第五共和國和阿尔及利亚共和国临时政府共同簽署。该和平條約的內容是自3月19日起法國與阿尔及利亚共和国临时政府停火，這標誌著阿尔及利亚战争結束；同時法國承認阿爾及利亞有權舉行獨立公投；法國承認阿尔及利亚民族解放阵线为合法组织；法國允许逃亡国外的阿尔及利亚人返回阿爾及利亞；法国3年内从阿尔及利亚撤军，但暫時保留凯比尔港的海军基地，租借期為15年；法国向阿尔及利亚提3年的经济援助；阿尔及利亚依舊使用法郎。
1962年4月8日，法国举行公民投票，其中支持埃维昂协议的民眾佔多數。同年7月1日，阿尔及利亚舉辦獨立公投，其中支持阿爾及利亞獨立的佔多數，阿尔及利亚正式獨立。